# 南非司法机关

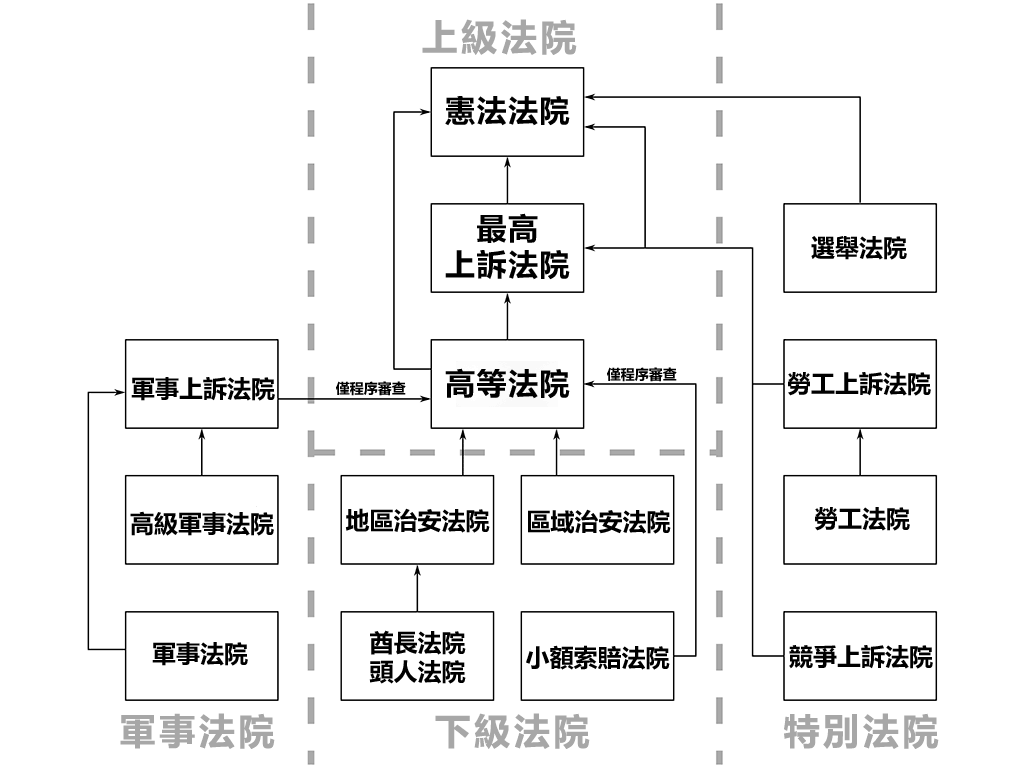
南非法院系統示意圖。

南非司法機關（英語：Judiciary of South Africa）是指在各個南非法院任職的法官與治安官統稱。南非司法機關是南非共和國政府的一個獨立部門，僅受《南非憲法》與該國法律約束。 司法機關負責解釋南非法律，其解釋的依據是南非議會所制定頒布的法律以及它們在頒布期間所作的解釋性說明。

## 機關組成
《南非憲法》第八章定義了南非共和國的司法機關。 本章還保障法院的獨立性，並要求其他國家機關協助和保護法院，以確保其“獨立、公正、尊嚴、可及性和有效性”。此外，《南非憲法》第二章保障每個人都有權接受公平、公正和獨立的法院審理爭議或審判。
南非的司法機構包括：
- 南非首席大法官（英语：Chief Justice of South Africa）、副首席大法官（英语：Deputy Chief Justice of South Africa）和憲法法院的其他法官；
- 最高上訴法院（英语：Supreme Court of Appeal (South Africa)）的院長、副院長和其他法官；
- 各高等法院（英语：High Court of South Africa）的院長、副院長和其他法官；
- 治安法院（英语：Magistrate's court (South Africa)）的區域和地區治安法官；
- 由國會法令設立的其他法院的法官。

高等法院的常任法官由南非總統在與司法服務委員會以及國民議會的政黨領導人們協商後任命。治安法官的任命屬於獨立的治安法官委員會。還有一個國家檢察機關代表國家負責提起刑事訴訟。

## 司法服務委員會
南非司法服務委員會在任命南非共和國法官方面發揮著重要作用，並就與司法及司法行政有關的任何事項向中央政府提供建議。司法服務委員會是依據《南非憲法》而成立的一個機構，“就與司法及司法行政有關的任何事項向全國政府提供建議”， 並為此進行了專門立法。

## 國家檢察機關
國家檢察機關負責代表南非共和國提起刑事訴訟。國家檢察機關的負責人檢察總長由南非總統任命。《南非憲法》規定，國會頒布的立法必須確保國家檢察機關在沒有恐懼、偏袒或偏見的情況下履行其職能。

## 外部連接
- 官方网站